# Teemu Packalén
Teemu Packalén, född 15 oktober 1986, är en  finländsk MMA-utövare som sedan 2015 tävlar i organisationen Ultimate Fighting Championship.